# Campionato Nazionale di Footgolf AIFG
Il Campionato Nazionale di Footgolf è una competizione sportiva dilettantistica organizzata dall'AIFG, Associazione Italiana Footgolf con cadenza annuale.
La prima edizione si è svolta nel 2013 per un totale di 5 tappe nazionali e prevedeva una sola classifica, quella individuale. Dal 2014 in poi le tappe nazionali sono diventate un numero maggiore ed è stata creata una nuova classifica (a squadre), oltre a quella individuale. Inoltre sono state istituite alcune categorie speciali, che hanno subito delle piccole modifiche nel corso degli anni.
Il campionato 2022 è cominciato nel week-end del 26-27 marzo al Golf Club Pra’ delle Torri a Caorle (VE) e si concluderà, dopo sette tappe, sempre nella provincia di Venezia, il weekend del 1-2 Ottobre al Golf Club Jesolo.

## Albo d'oro
Di seguito è riportato l'albo d'oro del Campionato Italiano di Footgolf (AIFG). Il primo anno sono state svolte solo cinque tappe e la gara a squadre non era ancora stata istituita
- Competizione individuale

```
2013: Marco Caricato
2014: Marco Trentin (FootGolf Treviso)
2015: Marco Caverzan (FootGolf Treviso)
2016: Marco Trentin (FootGolf Treviso)
2017: Marco Esposito (S.S. Lazio FootGolf)
2018: Marco Pavan (FootGolf Treviso)
2019: Andrea Piscopo (S.S. Lazio FootGolf)
2020: Andrea Piscopo (S.S. Lazio FootGolf)
2021: Andrea Piscopo (S.S. Lazio FootGolf)
```

- Competizione a squadre

```
2014: FootGolf Treviso (Campionato)
2015: FootGolf Treviso (Campionato) - n.d. (Team Challenge) - CentroSud (Masters)
2016: FootGolf Treviso (Campionato) - S.S. Lazio FootGolf (Team Challenge) - NordEst (Masters)
2017: FootGolf Treviso (Campionato) - FootGolf Ferrara-Rimini (Team Challenge) - NordEst (Masters)
2018: FootGolf Treviso (Campionato) - FootGolf Treviso (Team Challenge) - CentroNord (Masters)
2019: FootGolf Motta   (Campionato) - S.S. Lazio FootGolf (Team Challenge) - n.d. (Masters)
2020: FootGolf Motta   (Campionato) - n.d. (Team Challenge) - n.d. (Masters)
2021: FootGolf Motta   (Campionato) - Vetralla FootGolf (Team Challenge) - CentroSud (Masters)
```

- Team Challenge Match Play

```
2023: Footgolf Genova
```

- Categorie speciali (Femminile, Over, Under, Coppie, HCP)

```
2014: 

Over 40
: Marco Trentin (Footgolf Treviso)

Femminile
: Cristina Corna (Salento Footgolf)

Under 18
: Edoardo Pezzoli (Cà Laura Junior)
```

```
2015: 

Over 45
: Giampietro Spader (FootGolf Treviso 2)

Femminile
: Marika Tiberio (Vasto FootGolf Team)

Juniores
: Gabriele Rosito (S.S. Lazio FootGolf)

Giovanissimi
: Mirko Piani (S.S. Lazio FootGolf)
```

```
2016: 

Over 45
: 
Paolo Di Canio
 (The Hammers FootGolf)

Femminile
: Francesca Zanchetta

Juniores
: Daniele Cecchini (Roma FootGolf MMXVI)

Giovanissimi
: Davide Spader (FootGolf San Marco)
```

```
2017: 

Coppie
: Marco Esposito / Andrea Piscopo 

Coppie Miste
: Bruno Bortolin / Francesca Zanchetta

Over 45
: Mirco Favero (Footgolf Pordenone)

Femminile
: Francesca Zanchetta (Footgolf Motta)

Seniores
: Sergio Zorniotti (Footgolf Bluemoon)

Juniores
: Alberto Muzzin (Footgolf Pordenone)
```

```
2018:

Coppie
: Marco Esposito / Andrea Piscopo 

Coppie Miste
: Gianluca Bortolin / Francesca Zanchetta

Coppia Over 45
: Massimo Carta / Emanuele Zaghini 

Femminile
: Gaia Chies (FootGolf Treviso)

Over 45
:  Mirco Favero (FootGolf Legnago)

Over 50
: Sergio Zorniotti (FootGolf Bima Assicurazioni)

Over 55
:  Giuliano Geti (FootGolf Motta) 

Juniores U18
: Emanuele Capraro  (FootGolf Motta)
```

```
2019:

Coppie
: Fabio Mazzer / Marco Panero

Coppie Miste
: Stefano Frantz / Sabrina De Monte

Coppia Over 45
: Emanuele Zaghini / Daniele Sparacca

Netto HCP
: Giulia Zilli (Udine FootGolf)

Femminile
: Selvaggia Palombini (Bitta FootGolf)

Over 45
:  Fabio Mazzer (Footgolf Motta)

Over 50
: Lucio Valzano (FootGolf Friuli)

Over 55
:  Giovanni Machì (FootGolf Livorno) 

Juniores U18
: Mattia Ceccarini (FootGolf Prato)
```

```
2020:

Coppie
: ND

Coppie Miste
: ND

Coppia Over 45
: ND

Netto HCP
: Giorgio Nuzzo (Lecce FootGolf)

Femminile
: Arianna Brotto (Gentlemen FootGolf)

Over 45
: Gianluca Bortolin (Footgolf Motta)

Over 50
: Mirco Favero (FootGolf Legnago)

Over 55
: Giuliano Geti (FootGolf Motta) 

Juniores U18
: Davide Girolami (Muppets FootGolf Club)
```

```
2021:

Coppie
: Marco Pavan / Juri Tamburini

Coppie Miste
: Stefano Marrelli / Daniela Ferrari

Coppia Over 45
: Fabio Mazzer / Marco Panero

Netto HCP
: Luigi Coletti (S.S. Lazio FootGolf)

Femminile
: Arianna Brotto (FootGolf Verona & Gentlemen)

Over 45
: Gianluca Bortolin (Footgolf Motta)

Over 50
: Milko Capraro (FootGolf Motta)

Over 55
: Sergio Zorniotti (FootGolf CreMoon)

Juniores U18
: Gabriele e Simone Trevisan (FootGolf Padova) ex aequo
```